# Campeonato Paulista de Futebol de 1966 - Primeira Divisão
O Campeonato Paulista de Futebol de 1966 - Primeira Divisão foi a 20.ª edição do torneio promovida pela Federação Paulista de Futebol, e equivaleu ao segundo nível do futebol no estado de São Paulo. O título ficou com a Ferroviária de Araraquara, que venceu na final o XV de Piracicaba, e foi promovida a Primeira Divisão no estadual de 1967.

## Forma de disputa
Na primeira fase as 24 equipes foram divididas em dois grupos, denominados Série "Paulo Machado de Carvalho" e Série "João Mendonça Falcão", disputado por pontos corridos em dois turnos. Os 4 mais bem colocados de cada grupo avançaram à segunda fase, formando as Séries "A" e "B", também disputado por pontos corridos em dois turnos. Os campeões de cada grupo fizeram a final no Estádio do Pacaembu em 'melhor de 3 pontos'.

## Segunda fase
| 1 | XV de Piracicaba (Piracicaba) | 09 |
| 2 | Ponte Preta (Campinas)        | 06 |
| 2 | Paulista (Jundiaí)            | 06 |
| 4 | Ferroviária (Botucatu)        | 03 |

| 1 | Ferroviária (Araraquara)                | 10 |
| 2 | Santacruzense (Santa Cruz do Rio Pardo) | 07 |
| 3 | Barretos (Barretos)                     | 04 |
| 4 | Francana (Franca)                       | 03 |

## Final
| 18 de dezembro de 1966 | Ferroviária | 1 – 1 | XV de Piracicaba | Estádio do Pacaembu, São Paulo                    |
|                        | Passarinho  |       | Nicanor          | Renda: Cr$ 20.534.000,00 Árbitro: Armando Marques |

| 21 de dezembro de 1966 | Ferroviária | 1 – 0 | XV de Piracicaba | Estádio do Pacaembu, São Paulo                    |
|                        | Nélson      |       |                  | Renda: Cr$ 12.861.000,00 Árbitro: Armando Marques |

Ferroviária: Machado – Beluomini – Brandão – Rossi – Fogueira – Bebeto – Bazani – Passarinho – Maritaca – Tales – Pio. Técnico: Manga

XV de Piracicaba: Claudinei – Nélson – Kiki – Proti – Dorival – Chiquinho – Lopes – Nicanor – Mazinho – Rodrigues – Piau. Técnico: Gaspar

## Premiação
| Campeonato Paulista de 1966 - Primeira Divisão |
| ---------------------------------------------- |
| Ferroviária Campeão (2º título)                |